# فوسشيو
فوسشيو، (بالإنجليزية: Fucecchio)‏، هي مدينة و(بلدية) في مدينة فلورنسا، في منطقة توسكانا الإيطالية. الموارد الاقتصادية الرئيسية للمدينة هي صناعات الجلود، وصناعة الأحذية، وغيرها من الأنشطة الصناعية، ورغم أن عددها في السنوات الأخيرة قد انخفض بسبب الركود الطفيف الذي بدأ.

## السكان
في سنة 1861 بلغ عدد السكان 10٬484 نسمة، وتطور العدد ليصل في سنة 2011 لـ 22٬785 نسمة.
يظهر هذا المخطط البياني تطور النمو السكاني لـ فوسشيو

## أعلام
- فيديريكو كولونا
- ألفريدو روبرت
- فيتوريو ماغني